# TTG 207

Logo der TTG207

Die Tischtennis Spielgemeinschaft 207 (TTG207) ist eine Spielgemeinschaft der Tischtennis – Abteilungen des Ahrensburger TSV und des SV Großhansdorf. Die Spielgemeinschaft zählte im Jahr 2020 rund 270 Mitglieder und ist damit eine der größten Tischtennis-Spielgemeinschaften in Deutschland.

## Geschichte
Die von Hans Sieck und Elisa Sieck 1946 ins Leben gerufene Tischtennissparte des Ahrensburger TSV war von Anfang an eine familienfreundliche Abteilung, die bis in die 1960er Jahre von der Familie Sieck dominiert wurde. Bereits in der Spielzeit 1952/53 spielte die erste Damenmannschaft in der Stadtliga der damals höchsten Spielklasse.
Anfang der 1970er Jahre litt diese Abteilung allerdings unter einer Mitglieder-Stagnation, die sich vor allem im Jugendbereich bemerkbar machte. Parallel dazu befand sich die 1963 von Rudolf Brömel gegründete Tischtennissparte des SVG „in einer echten Krise“ (vgl. ATSV Festschrift 1973).
Daraufhin beschlossen die Tischtennisabteilungen, sich zusammenzutun, und am 28. Juni 1971 fand die Gründung der TTG207 unter der Leitung von Joachim Große (Ahrensburger TSV) und Ernst Freiberg (SV Großhansdorf) statt. Sämtliche Spieler behielten ihre Vereinszugehörigkeit. Am 6. August 1971 stimmte der Hamburger Tischtennisverband dem Zusammenschluss zu, und in der Folge traten alle Spieler gemeinsam im Hamburger Landesverband an. Es wurde mit 3 Damen- und 6 Herrenmannschaften gestartet.
Der Jugendtrainer Waldfried „Walli“ Grunow führte die 1. Mädchenmannschaft 1973/74 zu den Hamburger Meisterschaften, holte den Pokal und siegte anschließend bei den Norddeutschen Mannschafts-Meisterschaften in Berlin.
Seit 1977 Jahre spielte die Damenmannschaft unter dem Namen Ahrensburger TSV in der 2. Bundesliga. In der Saison 1987/88 gelang dem Team Eunje Woo, Anja Scheunemann, Monika Meyer-Block und Melanie Kersten der Aufstieg in die 1. Bundesliga. Hier musste es am Ende der Saison 1988/89 als Tabellenletzter wieder absteigen.
In der Spielzeit 2021/22 spielt die erste von zehn Herren-Mannschaften der TTG 207 in der Verbandsoberliga Nord, während das erste von drei Damen-Teams in der Hamburg-Liga antritt. Darüber hinaus gibt es drei Mädchen-U18-, zwei Jungen-U18- und fünf Jungen-U15-Mannschaften.

## Abteilungsleiter
Die Vorsitzenden der Spielgemeinschaften sind immer den jeweiligen Vereinen zugeordnet.
Zurzeit ist Torben Günter für den Ahrensburger TSV und Jörg Strojek für den SV Großhansdorf Abteilungsleiter Tischtennis gewählt.

## Sportliche Erfolge
| Saison  | Liga                  | Platz | Aufstellung | Ersatzspieler                                                                                     |
| ------- | --------------------- | ----- | --- | ------------------------------------------------------------------------------------------------- |
| 2012/13 | Oberliga Nord         | 1     | Schildhauer, Daniel – Dietrich, Mathias – Rasenack, Christian – Dittmar, Malte – Biermann, Hardy – Mieß, Julian                               | Gerken, Kjell                                                                                     |
| 2013/14 | Regionalliga Nord     | 8     | Door, Sebastian – Schildhauer, Daniel – Agurianovs, Vladislavs – Dietrich, Mathias – Dittmar, Malte – Rasenack, Christian                     | Mieß, Julian – Gerken, Juri – Gerken, Kjell – Dietrich, Jonathan                                  |
| 2014/15 | Regionalliga Nord     | 9     | Schildhauer, Daniel – Agurianovs, Vladislavs – Willhöft, Karsten – Kleffel, Kai Enno – Brockmüller, Sven – Mussäus, Marc – Dietrich, Jonathan | Cassens, Till – Gerken, Juri – Meyer, Frieder                                                     |
| 2015/16 | Oberliga Nord         | 2     | Schildhauer, Daniel – Kleffel, Kai Enno – Brockmüller, Sven – Weyhe, Adrian – Gütschow, Georg – Dietrich, Jonathan                            | Hahn, Christopher – Kunze, Nils Hendrick – Cassens, Till                                          |
| 2016/17 | Oberliga Nord         | 1     | Kleffel, Kai Enno – Schildhauer, Daniel – Weyhe, Adrian – Witter, Christian – Brockmüller, Sven – Cassens, Till                               | Kunze, Nils Hendrick – Louis, Arne – Prieß, Marcus                                                |
| 2017/18 | Regionalliga Nord     | 3     | Kleffel, Kai Enno – Witter, Christian – Schildhauer, Daniel – Weyhe, Adrian – Brockmüller, Sven – Cassens, Till                               | Penderak, Jan-Ole – Maczeyzik, Julius                                                             |
| 2018/19 | Regionalliga Nord     | 9     | Kleffel, Kai Enno – Schildhauer, Daniel – Witter, Christian – Weyhe, Adrian – Brockmüller, Sven – Hahn, Christopher                           | Penderak, Jan-Ole – Cassens, Till – Stegemann, Sebastian                                          |
| 2019/20 | Verbandsoberliga Nord | 5     | Schildhauer, Daniel – Penderak, Jan-Ole – Cassens, Till – Meyhöfer, Morris – Dietrich, Jonathan – Jensen, Tim                                 | Penderak, Finn – Louis, Arne – Maczeyzik, Julius – Bremer, Tim – Penderak, Bernt – Herzog, Julian |
| 2020/21 | Verbandsoberliga Nord | 1     | Schildhauer, Daniel – Nilsson, Melker – Penderak, Jan-Ole – Cassens, Till – Jensen, Tim – Penderak, Finn                                      | Meyhöfer, Morris – Louis, Arne                                                                    |